# Yumiko (The Walking Dead)
Yumiko es un personaje de ficción en la serie de cómics The Walking Dead y la serie de televisión del mismo nombre, donde es interpretada por Eleanor Matsuura. En ambos universos, Yumiko es parte de un pequeño grupo de sobrevivientes itinerantes que está dirigida por su novia Magna y, como en los cómics, es un personaje LGBT como Tara Chambler, Aaron y  Jesús.

## Apariciones

### Cómic
Yumiko es parte de un grupo de sobrevivientes de Richmond que se une a la Zona segura de Alexandría, dos años después de la caída de Negan y los salvadores. Al comienzo del apocalipsis, Yumiko es una de los muchos sobrevivientes que llegan a un hogar de ancianos cerca de Washington D. C. Mientras se movían por el lado este de Washington, una enorme manada de caminantes que estaba siendo enrutada por Jesús y otros residentes de Alexandría tomaron por sorpresa al grupo de Magna, haciendo que perdieran su remolque y otras pertenencias, así como a uno de sus miembros.
Después de ser rescatados y llevados a Alexandría, Yumiko y su grupo fueron entrevistados por Rick y Andrea para permitirles quedarse y aunque al principio sintieron cómodos con la comunidad, pronto comenzaron a desconfiar de la vida idílica que llevaban. Cuando Rick está ausente en Alexandría, Yumiko y el grupo descubren una prisión. Encuentran a Negan, quien les dice que Rick y su gente son animales que lo torturan y les ruega que lo liberen, pero Magna se negó porque sabía que Negan estaba mintiendo.
Durante la guerra contra los Susurradores, Yumiko era una miembro muy importante de la milicia junto con Magna, Connie y Kelly, ayudándoles a ganar la guerra contra los susurradores y después de la muerte de Rick, Yumiko y su novia Magna viven juntas en la Commonwealth.

### Adaptación de TV

#### Temporada 9
Yumiko aparece por primera vez en "What Comes After" mientras escapa de una manada de caminantes. Yumiko, como el resto de su grupo, se defendió de los caminantes mientras intentaba escapar, se lastimó la cabeza y el grupo abrumado por los caminantes y con Yumiko fuera del combate, el grupo apenas puede seguir luchando, pero terminaron siendo rodeados por ellos y posteriormente rescatados por una persona desconocida Mientras atraviesan el bosque, sus amigos llevan a Yumiko dentro del bosque y descubren a una niña que los había rescatado; Más tarde se presentó como Judith Grimes.
En "Who Are You Now?", Después de conocer al resto del grupo de Judith y ser escoltada a Alexandría, Yumiko fue llevada rápidamente a la enfermería del lugar para que Siddiq  pueda tratar sus heridas. Aunque sus heridas se curaron y se estabilizaron, Yumiko no se despertó de su sueño profundo mientras era visitada por el resto de su grupo y debido a que era la única en el equipo que no había sido despojada de sus armas, Magna tomó su collar con una cuchilla afilada como arma de defensa contra cualquier amenaza que surja. Una vez que recuperó la conciencia a la mañana siguiente con la noticia de que se iban de la comunidad, Yumiko bromeó con su grupo diciendo que podría haberse golpeado la cabeza con más fuerza para permanecer más tiempo en la comunidad. Sin embargo, después de un cambio repentino de opinión, Michonne decidió escoltar a Yumiko y al resto de su grupo a otra comunidad donde estarían a salvo en lugar de enviarlos de regreso a campo abierto, y decidió escoltarlos a otra comunidad que conocían.
En "Stradivarius", mientras se dirigían a la colonia Hilltop, Yumiko y el resto de su grupo hicieron una parada en el lugar donde fueron atacados por la manada de caminantes y se aprovecharon del momento de recoger todas sus cosas que habían dejado atrás cuando escaparon de la manada, entre ellas las pertenencias de Bernie, con las que Yumiko trató de convencer a Magna de que se las llevara como recuerdo a su difunto amigo. Cuando Michonne declaró que todas las armas que encontraron del grupo de Magna serían tomadas por su grupo, haciendo que Magna se volviera hostil ya que está en contra de la decisión de la mujer, Yumiko se convirtió en la voz de la razón en medio de la discusión y propuso a todo su grupo aceptar los términos de Michonne en lugar de comenzar una pelea. Después de pasar la noche en una fábrica abandonada y de repente ser emboscada por una manada de caminantes, Yumiko reclamó sus armas para defenderse y con el uso de su arco, terminó con varios caminantes que se cruzaron en su camino; dirigiéndose a los caballos para escapar de la horda y encontrando a un zombificado Bernie entre ellos. De vuelta en la carretera, Yumiko trata de consolar a Magna después de ver a su amigo convertido en caminante y también fue consolada por Michonne, quien confesó que entendía el dolor de perder a alguien que consideraba parte de la familia.
En "Evolution", después de llegar a la colonia Hilltop y renunciar a regañadientes sus armas para entrar, el destino de Yumiko y su grupo dentro de las paredes quedó en suspenso por Tara, quienes informaron a los recién llegados que podían quedarse en la comunidad mientras esperaban la llegada de Jesús para tomar una decisión final sobre si podían quedarse en la comunidad. A pesar de la hospitalidad de su nuevo hogar, Magna mantuvo sus sospechas sobre el líder de la comunidad, pero aceptó la propuesta de su compañero de trabajar duro en lo que la comunidad necesitaría para ganar su lugar. Con la noticia de que Eugene había sido escondido de una manada de caminantes por Rosita, Yumiko junto con Magna decidieron ir a buscar al hombre y llegaron justo a tiempo para ayudar a Michonne para rescatar a Jesús, Aaron y Eugene de los caminantes en un cementerio abandonado. Cuando Jesús se enfrentó al resto de los caminantes restantes y se preparó para regresar al grupo para escapar de los caminantes, Yumiko y los demás vieron con horror cómo un caminante lo apuñaló en el corazón y sin tiempo que perder, ella ayudó a tomar represalias contra los armados. caminantes que los atacaban. Después Daryl descubre que el caminante que apuñalo a Jesús era una persona disfrazada, dando a conocer que es un grupo de personas camufladas con piel de caminante, Magna y su grupo terminaron rodeados por un grupo de "caminantes", que les susurraban que iban a morir.
En "Adaptation", Yumiko junto con su grupo se defendieron del grupo que los estaba atacando y antes de irse, ella ayudó a llevar el cuerpo de Jesús con ellos. Cuando partieron para regresar a la colonia Hilltop, vieron una pequeña manada de caminantes en el puente donde algunos miembros del grupo que los habían atacado en el cementerio. Después de que mataron a la mayoría de los "caminantes", el grupo se vio obligado a llevar con ellos al único sobreviviente de la escaramuza para interrogarla sobre su grupo. Después de llegar a la colonia Hilltop llevando las malas noticias de lo que sucedió en su misión, Yumiko junto con Magna ayudaron a bajar el cuerpo de Jesús de uno de los caballos que lo transportaron para ser enterrado.
En "Omega", después de descubrir en el bosque los caballos que pertenecían a Luke y Alden que estaban desaparecidos, Yumiko, como el resto de su equipo no perdió la esperanza y decidió seguir buscando, pero fueron interrumpidos por Tara, quien decidió que sería mejor regresar a Hilltop por su propia seguridad. Más tarde, cuando Yumiko propuso buscar a Luke por su cuenta a pesar de las órdenes de Tara, Magna se mostró reacia a pensar que podrían perder la vida que tenían dentro de la comunidad, pero de todos modos terminaron aceptando sus demandas y posteriormente abandonaron el lugar en medio de la noche. La gran cantidad de caminantes obligó a Yumiko y su grupo a renuente a abandonar la búsqueda y regresar a Hilltop, solo para presenciar la llegada de Alpha y su grupo a las puertas de la comunidad que exigió que le dieran a su hija.
En "Bounty", desde las paredes, Yumiko, junto con otros residentes de la comunidad, decidían si debían aceptar la oferta justa de Alpha que involucraba a dos prisioneros (Alden y Luke) que habían sido capturados previamente por ella. el grupo bajo y negociaron con Alpha en liberar a los rehenes a cambio liberar de su hija que estaba en cautiverio dentro de la comunidad. Afortunadamente, cuando el intercambio fue exitoso, Yumiko junto con el grupo recibieron a Alden y a Luke en la entrada y posteriormente decide celebrar con su grupo bebiendo durante la noche.
En "Chokepoint", Yumiko formó parte del equipo que acompañó a los residentes de la comunidad a la feria y luego de notar la preocupación de Kelly sobre el paradero de su hermana, le aseguró que estaría bien en compañía de Daryl. Cuando una pequeña manada de caminantes se acercó a los sobrevivientes, Yumiko se defendió de los muertos vivientes con el uso de su arco hasta que fue ayudada por un grupo de personas llamadas como "Los Bandoleros", quienes se revelaron ser aliados del Reino y escoltaron a la delegación directamente a la feria. Una vez que llegaron a la comunidad, Magna se encargó de bajar el vehículo que transportaba los suministros que tenían para ofrecer como intercambio en la feria.
En "The Calm Before", mientras disfrutaban de la feria, Yumiko y su grupo vieron la llegada de Daryl y su grupo a la comunidad. Temiendo que los Susurradores tomarán represalias contra Hilltop por haberse llevado a Lydia, Magna se ofreció a viajar a su casa para defender a la comunidad de cualquier ataque y durante el camino se topó con uno de Los carros pertenecientes a Hilltop fueron completamente destruidos después de un desafortunado encuentro con los Susurradores. Con la decisión de Yumiko de acompañar a Daryl y a otros para encontrar a las personas desaparecidas, Magna decidió seguir el plan inicial y se despidió de su novia. Por la noche, Yumiko y el grupo son atacados por caminantes. Los sacan uno por uno hasta que los Susurradores los rodean. Beta emerge de los árboles y les dice que suelten sus armas. Después de que el grupo está atado, Alpha se acerca a ellos y les dice que se metió en problemas en el camino mientras se limpia el cuchillo ensangrentado en los pantalones. Michonne le advierte que si intenta recuperar a Lydia, responderán con fuerza, pero Alpha le asegura que Lydia ya no es su preocupación. Saca una escopeta y le ordena a Daryl que la siga. Al amanecer, Daryl regresa al grupo y se van al Reino. En su camino de regreso al Reino, encuentran un Siddiq golpeado y ensangrentado atado a un árbol. Los señala a una colina cercana, que tiene diez picas en el suelo. Cada espiga tiene una cabeza decapitada apuñalada por la parte superior. El grupo camina devastado hacia él y mira con horror a las víctimas: Ozzy, Alek, D.J., Frankie, Tammy, Rodney, Addy, Enid, Tara y Henry. Yumiko se horroriza y cae de rodillas. Luego de humillar a sus amigos y seres queridos y regresar al Reino. Más tarde ese día, Yumiko escucha a la multitud mientras Siddiq entrega la trágica noticia, les dice cuán valientes fueron todos en sus momentos finales y cómo lo mantuvieron vivo intencionalmente para contar esta misma historia. Él alienta a todos a recordar a los caídos como héroes valientes y a honrarlos.
En "The Storm", unos meses después de la masacre en la feria que marcó el territorio de los Susurradores, una fuerte tormenta de nieve alertó a los habitantes del Reino de que abandonaran su comunidad debido a que el Reino no podía vivir. Con la ayuda de Alexandria y Hilltop, escoltaron a los habitantes del Reino a salvo hasta Hilltop. En el camino, cuando la tormenta comenzó a afectar más a los sobrevivientes, Yumiko y su grupo se vieron obligados a pasar la noche dentro del Santuario abandonado y escucharon el plan de Michonne de cruzar el lago helado que pertenecía al territorio de Alpha. A pesar del miedo a cruzar la frontera, el grupo logró llevar a cabo el plan con éxito y llegaron sanos y salvos a Hilltop.

#### Temporada 10
En "Lines We Cross", Yumiko se convirtió en miembro de la milicia que enfrentaría a los Susurradores. Pero después del duro invierno, los Susurradores desaparecieron misteriosamente de la zona. Asistió a la capacitación realizada en la costa en caso de que los enfrenten en el futuro. Cuando se encontró una máscara de caminante, Yumiko acompañó a Michonne y a otros a investigar los alrededores en busca de cualquier señal de que Alpha y los Susurradores hubieran regresado y finalmente, sus temores se hicieron realidad cuando encontraron la piel de un caminante a pocos metros de un campamento que estaba totalmente destruido. Cuando un satélite se estrelló contra el territorio de los Susurradores causando un incendio forestal, Yumiko y su grupo no tuvieron más remedio que cruzar la frontera que los separaba de los Susurradores.
En "Silence the Whisperers", después de ser alertado de la misteriosa caída de un árbol contra las paredes de Hilltop, Yumiko ayudó a transportar a los heridos del árbol caído a las habitaciones de la mansión debido a la falta de capacidad de La enfermería. Cuando el ruido llamó la atención de varias manadas de caminantes, Magna y pocos residentes de la comunidad estaban sometiendo a los caminantes y Yumiko la obligó a retroceder después de que la situación se volviera crítica; la gente de Hilltop finalmente recibió la ayuda de Michonne y su grupo y juntos detuvieron la invasión. Enojada por el nuevo papel de su novia ocupada dentro de la comunidad, Magna la confrontó por el hecho de que estaba tomando decisiones por los demás y le recordó que ya no es su abogada.
En "What It Always Is", Yumiko revisa la comunidad para asegurarse de que todos estén ayudando con sus tareas. Alden le informa que Eugene ha ideado un plan para salvar el árbol caído y usarlo para arreglar la pared. También le sugiere que deberían construir sus defensas, pero ella dice que no es el momento, ya que Earl se queja de su falta de represalias contra los Susurradores. De repente, Brianna le dice a Yumiko que alguien robó la caja de peces de Oceanside durante la noche. Al descubrir que sucedió durante el turno de Magna, Magna fue confrontada por Yumiko por lo que había hecho. Durante la conversación, le confesó a su novia que era culpable del crimen que creía inocente y salió de la habitación para evitar más tensión entre ellos.

## Desarrollo y recepción

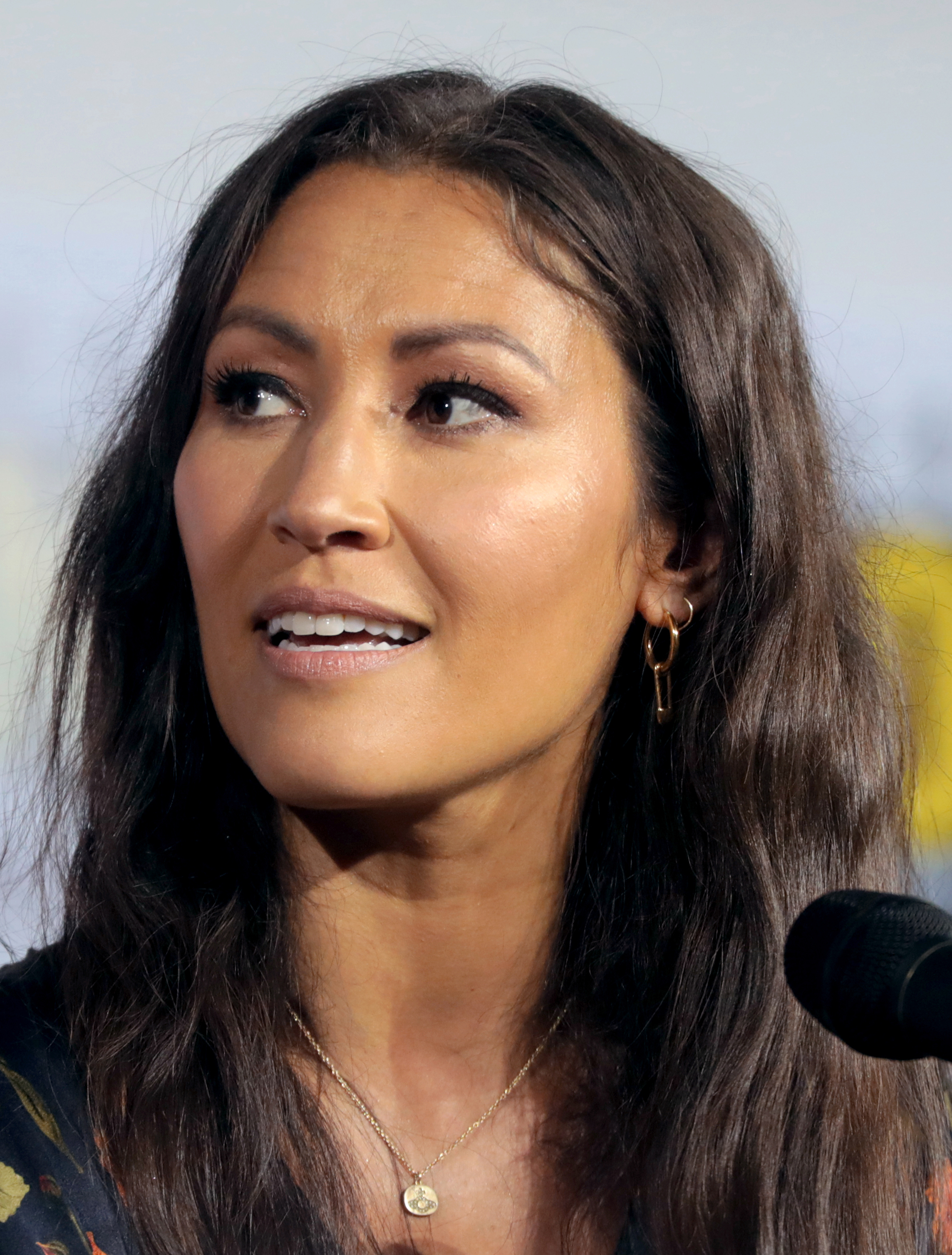
Eleanor Matsuura interpreta a Yumiko

Yumiko es retratada por Eleanor Matsuura. El personaje entró en el reparto recurrente comenzando con el episodio "What Comes After" de la novena temporada. Sin embargo, Eleanor Matsuura fue ascendida al elenco regular en la décima temporada.
Durante una entrevista con Cynthia Vinney escribiendo para CBR Eleanor Matsuura  reveló que se siente feliz de trabajar para Robert Kirkman y dijo: "Oh, Dios mío, fue una locura y un verdadero honor unirme un espectáculo tan establecido, una gran familia que ha sido como matarlo durante nueve años. Me refiero al hecho de que estamos en nuestra décima temporada ahora es un logro increíble. Me siento muy orgullosa de ser parte de él."
Ryan DeVault de Monsters and Critics elogió el trabajo de Eleanor Matsuura y escribió: "El personaje de Matsuura de Yumiko ya está teniendo un impacto importante en el elenco de los personajes de  The Walking Dead . Aunque solo ha estado en un puñado de episodios, hay muchos presagios que sugieren que tendrá una parte importante en el próximo conflicto con los Susurradores."
Durante una entrevista con Emily Hannemann escribiendo para TV Insider Eleanor Matsuura reveló el interés del desarrollo del personaje de Yumiko y dijo:
"¡Sí, lo fue! Tuve una conversación con Angela al comienzo de la temporada donde me contó sobre dónde ve a Yumiko y lo que se desarrollará en la temporada. Una de las cosas que se mencionó fue que Hilltop está pasando por Este gran cambio con los ataques sucediendo y perdiendo a Tara la temporada pasada, y Maggie actualmente no está presente. No creo que haya sido planeado previamente, y Yumiko dice: '¡Voy a ser la líder!' Es solo una oportunidad que se presentó cuando estábamos bajo el ataque de los Whisperers. Tengo esta frase: "Cuando la mierda golpea al ventilador, alguien tiene que intensificar". Y creo que cuando sucedió eso, cuando el árbol se cae y los caminantes nos abruman, Yumiko, naturalmente, entra en ese papel porque puede y porque es buena en eso. Nunca fue algo en lo que Ángela dijo: 'Yumiko se convertirá en la próxima líder de Hilltop. Pero definitivamente fue una oportunidad para demostrar que Yumiko es increíblemente capaz y le apasiona tanto su nueva comunidad que luchará por ella"